# Chametz

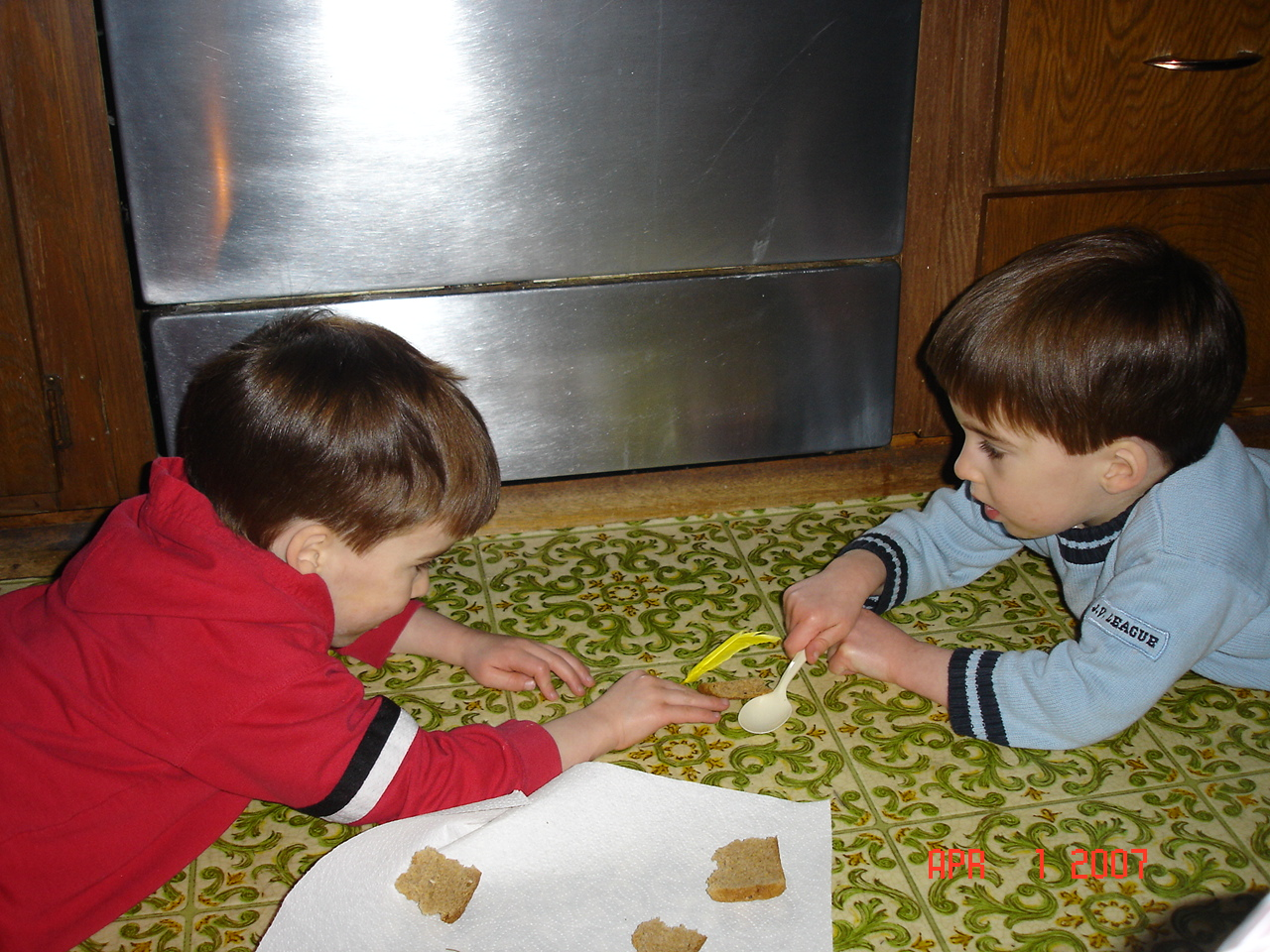
Bambini ebrei alla ricerca di chametz da eliminare

Chametz, anche Chometz, (in ebraico חָמֵץ / חמץ ‎?, Ḥametz), sono cibi lievitati che sono proibiti durante la festività di Pesach. Secondo la Legge ebraica, gli ebrei non possono mangiare, possedere e beneficiare di chametz durante Pesach. Tale legge appare sulla Torah diverse volte; chi mangia chametz a Pesach riceve la punizione divina del kareth ("escissione spirituale"), una delle pene più severe dell'ebraismo.
Chametz è un prodotto fatto di uno dei cinque tipi di grano o cereali mischiato con acqua o simili, poi lasciato lievitare oltre i diciotto minuti.

## Etimologia
La parola chametz deriva dalla radice semitica comune Ḥ-M-Ṣ, riferentesi a pane, lievito e cuocere (al forno). È una parola imparentata con l'aramaico חמע, "fermentare, lievitare" e l'arabo حمض ḥamuḍa, "essere acido", "diventare acidulo".

## Fonti bibliche
La Torah ha numerosi comandamenti che regolano il chametz durante Pesach:
- il comandamento positivo di far "sparire il lievito dalle vostre case" (Esodo[2]);[3]
- non possedere chametz nelle abitazioni (12:19[4]), "Non si veda lievito presso di te" (16:4[5]);[3]
- non mangiare chametz né misture contenenti chametz (13:3[6]), "Non mangerete nulla di lievitato" (12:20[7], 16:3[8]).[3]

Le proibizioni cominciano in tarda mattinata alla vigilia di Pesach, il 14 del mese di Nisan nel calendario ebraico. Chametz è permesso nuovamente a partire dalla sera dopo l'ultimo giorno di Pesach. Le case ebree tradizionali passano svariati giorni prima di Pesach a pulire dappertutto ed eliminare ogni traccia di chametz dalla propria abitazione.

## Halakhah

### Pentole, stoviglie e posate kasher
Prima dell'entrata della festa di Pesach pentole, stoviglie, posate, piatti, tazze e bicchieri devono essere lavati con una particolare procedura prima con acqua portata ad ebollizione e poi passati sotto spruzzi di acqua fredda per purificarli ed eliminare ogni traccia di chametz che abbia potuto essere presente in essi.
- Bisogna stare attenti a non usare oggetti con fessure o buchi interni in cui precedentemente si potrebbe essere depositato ed accumulato chametz come amido o farina di grano, come per esempio quello della pasta cotta.
- La terracotta non può essere sottoposta a questa procedura e, se si volesse usare oggetti di questo materiale per del cibo, bisognerebbe utilizzare oggetti o un servizio appositi per Pesach.
- Il forno va acceso alla massima temperatura e, tenuta questa per 1 ora e 10 minuti circa, si asperge con spruzzi di acqua fredda al termine di questo periodo di tempo.
- Oggetti di vetro, come piatti e bicchieri, possono essere ben lavati ma alcuni usano tenerli in acqua fredda per un lungo periodo di più ore cambiando l'acqua per una, due o tre volte; alcuni usano un servizio apposito per Pesach.

### Chametz particolare
- Sono considerari chametz anche birra, whisky, vodka ed alcolici in genere con alcol di grano ed altri cereali (orzo, spelta, avena, ecc).
- Molti gruppi dell'ebraismo ortodosso usano non possedere in casa farine di grano o cereali in genere ma solo farina di Matzah, ad esempio per preparare dolci.
- Anche dopo Pesach risulta vietato chametz, come pane ed altro, cucinato durante Pesach (anche se da non ebrei).
- Per Pesach bisogna anche controllare che saponi, profumi, ecc non contengano chametz.

#### Permessi particolari
- Bisogna verificare che i prodotti utilizzati, per esempio per i vestiti, non contengano amido ma è permesso per chi mangia riso, mais, ecc.
- Esiste pasta di mais controllata con certificazione "Kasher lePesach" per chi, durante Pesach, si permette di mangiare mais appunto (è presente anche pasta di fecola di patate controllata).
- Le medicine: per esse sarebbe meglio optare per quelle senza chametz ma si permette nei casi gravi di salute o per evitare la morte ed in casi in cui vi sia pericolo per la vita quando non si possono sostituire delle medicine non kasher lePesach con medicine kasher lePesach.